# Île du Petit Mécatina
Die Île du Petit Mécatina, in der Sprache der Innu Mikatnam Ministukua (‚Insel der Berge‘), ist eine kanadische Insel am Nordrand des Sankt-Lorenz-Golfes im äußersten Osten der Provinz Québec. Die Insel befindet sich im Archipel du Petit Mécatina, in dem nur die Harrington-Insel bewohnt ist. Die Insel liegt vor der Flussmündung des Rivière du Petit Mécatina, südlich des Ortes Tête-à-la-Baleine. Tête-à-la-Baleine ist eine der vier Ortschaften der Gemeinde Côte-Nord-du-Golfe-du-Saint-Laurent.

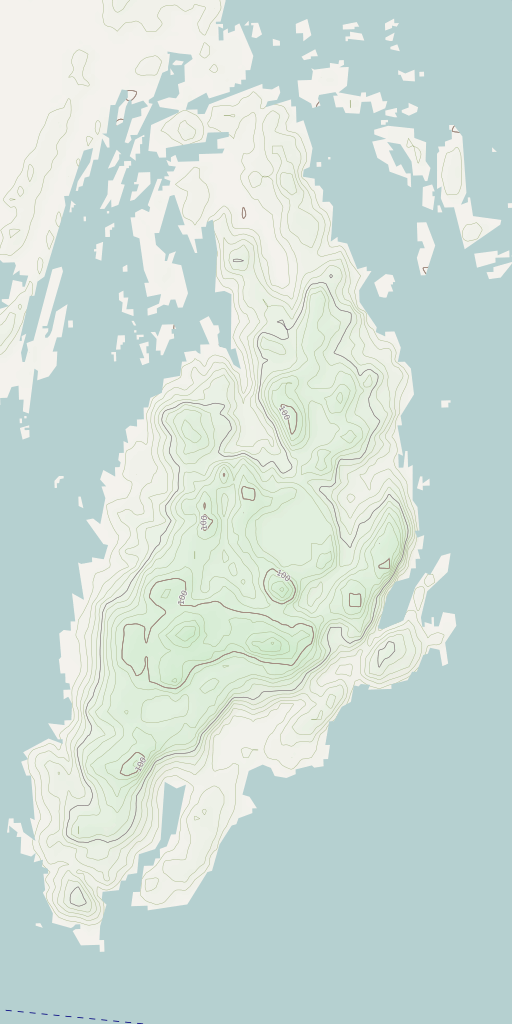
Karte vom Südteil der Insel

Der Name ‚Mécatina‘ geht auf die Bezeichnung der Innu für die Insel zurück, dabei bedeutet makatinau ‚Es ist ein großer Berg‘. Obwohl die Insel zweieinhalb mal so groß ist wie die benachbarte Île du Gros Mécatina, wurden die Namen so gewählt. Dies hängt damit zusammen, dass die Inseln ihre Bezeichnungen nach Handelsstützpunkten gleichen Namens erhielten. Gros Mécatina wurde 1740 gegründet.
Zwischen 1630 und 1713 lassen sich Basken auf der Insel belegen, die hier regelmäßig auf Waljagd und Fischfang gingen. Insgesamt lässt sich ihre saisonale Anwesenheit in der Region zwischen 1517 und 1767 belegen. Die Hinterlassenschaften wurden im Zuge archäologischer Grabungen an der Hare Harbor site (EdBt-3) untersucht. Diese Fundstätte befindet sich in einem natürlichen geschützten Hafen, der von einem Felsen überragt wird. Zahllose rote Dachziegel, die für Dächer und Wege benutzt wurden, fanden sich dort, ebenso wie eine Schmiede und ein Backhaus. In der benachbarten Bucht fanden sich große Mengen von Schiffsballast, der aus dem Golf von Biscaya stammt. So entstanden Ankerplätze, unter denen die Archäologen wiederum spanisches Steingut und burgundische Vorratsgefäße entdeckten, aber auch Teile von Fässern, von Gewehren, Tonpfeifen, Glas, Kacheln sowie Kleiderreste und Schuhe. Die Abwesenheit von Harpunen, mit denen ansonsten Sattelrobben gejagt wurden, legt nahe, dass die Fischer jedes Jahr nach Europa zurückkehrten, bevor diese Tiere die Insel auf ihrer Südwanderung passierten.
Unterwasserarchäologen konnten vor dem Hafen stratigraphische Untersuchungen durchführen. Die unterste Schicht ist von der Bauzeit des Hafens geprägt und enthält dementsprechendes Material. Darüber finden sich Walknochen in einer weiteren Schicht, in der obersten schließlich Überreste von Kabeljau, der den Wal als Hauptjagdbeute ablöste.
Vor und während der Anwesenheit der Basken lebten auf der Insel Inuit, von denen 2010 ein Winterhaus an der Hare Harbor site ausgegraben wurde. Die Station wurde von etwa 1680 bis 1730 gemeinsam unterhalten. Süd-Labrador und die Strait of Belle Isle wurden von ihnen aufgesucht, um an Eisenwaren, Boote und andere europäische Güter zu gelangen. Ihre Wohnorte blieben jedoch Zentral- und Nord-Labrador. Doch nach dem Abzug der Basken lebten sie auch im Süden und gründeten Dörfer in Brador, Belles Amours und Petit Mécatina, wo sie auch für die Basken arbeiteten.
Eine Projektilspitze, ein Maritime Archaic Indian point, der um 1000 auf der Insel lebenden Innu belegt Kontakte bis zur Ramah Bay im Norden Labradors, von wo das Ausgangsmaterial stammt, der Ramah Chert. Davor lebten um 500 v. Chr. wiederum die als Groswater Dorset bezeichneten Inuitgruppen auf der Insel, die das gleiche Material für die Herstellung ihrer Werkzeuge und Waffen benutzten.